# Priboiu (Brănești), Dâmbovița
Priboiu este un sat în comuna Brănești din județul Dâmbovița, Muntenia, România. Se află în partea de vest a județului, în Subcarpații Ialomiței, pe malul stâng al Ialomiței.